# Złoty Potok (województwo dolnośląskie)
Złoty Potok (niem. Goldbach, polska nazwa Złoty Potok od roku 1947) – wieś w Polsce położona w województwie dolnośląskim, w powiecie lubańskim, w gminie Leśna.

## Położenie
Złoty Potok to mała wieś o długości około 0,6 km leżąca na północno-wschodnim krańcu Przedgórza Izerskiego, w dolinie potoku spływającego do Jeziora Złotnickiego, na wysokości około 310–370 m n.p.m.

## Podział administracyjny
W latach 1975–1998 miejscowość należała administracyjnie do województwa jeleniogórskiego.

## Historia
Złoty Potok został założony około 1670 roku przez czeskich eskulantów. W 1825 roku było tu 40 domów, w 1840 roku liczba domów nie uległa zmianie, a mieszkańcy w większości trudnili się tkactwem chałupniczym. Po wybudowaniu Jeziora Złotnickiego w latach 1919–1922 miejscowość nabrała walorów turystycznych i ożywiła się. Na brzegu jeziora w dawnym młynie tworzono ośrodek wypoczynkowy.
Po 1945 roku Złoty Potok pozostał małą, wyludniającą się wsią. W 1978 roku było tu 30 gospodarstw rolnych, w 1988 roku ich liczba zmalała do 15. W latach 90. nastąpiło pewne ożywienie, część domów zamieniono na letniska, powstały też punkty handlowe i ośrodek jeździecki.

## Szlaki turystyczne
Przez Złoty Potok przechodzi szlak turystyczny:
- – prowadzący brzegiem Jeziora Złotnickiego, z Leśnej do Gryfowa Śląskiego.